# Valentina Vezzali
Maria Valentina Vezzali (Iesi, 14 de febrero de 1974) es una deportista italiana que compitió en esgrima, especialista en la modalidad de florete. Es seis veces campeona olímpica, dieciséis veces campeona mundial y trece veces campeona europea. En 2013 fue elegida diputada en el Parlamento italiano.

## Trayectoria

### Carrera deportiva
Participó en cinco Juegos Olímpicos de Verano, obteniendo en total nueve medallas, en Atlanta 1996 oro en la prueba por equipos (junto con Francesca Bortolozzi-Borella y Giovanna Trillini) y plata en la individual, en Sídney 2000 oro en la individual y oro por equipos (con Diana Bianchedi y Giovanna Trillini), en Atenas 2004 oro en la individual, en Pekín 2008 oro en la individual y bronce por equipos (con Margherita Granbassi, Giovanna Trillini e Ilaria Salvatori) y en Londres 2012 oro por equipos (junto con Elisa Di Francisca, Arianna Errigo e Ilaria Salvatori) y bronce en la individual.
Ganó veintiséis medallas en el Campeonato Mundial de Esgrima entre los años 1994 y 2016, y veintiuna medallas en el Campeonato Europeo de Esgrima entre los años 1993 y 2015.
Es policía y entrenaba en el Grupo Deportivo Fiamme Oro de la Policía. Fue la abanderada de Italia en la ceremonia de apertura de los Juegos de Londres 2012. En 2016 se retiró de la competición, a los 42 años, después de no poder clasificarse para los Juegos de Río de Janeiro.
Por su trayectoria, en 1995 recibió el Collar de Oro al Mérito Deportivo del CONI, y en 2018 fue nombrada gran oficial de la Orden al Mérito de la República Italiana.

### Política
Inició en 2013 su carrera política al ser elegida diputada en el Parlamento italiano por el partido Elección Cívica para la XVII legislatura, trabajando en la Comisión de Cultura, Ciencia y Educación. En julio de 2015 fue nombrada vicepresidenta de Elección Cívica.
En marzo de 2021 se convierte en subsecretaria de Estado de Deporte en la Presidencia del Consejo de Ministros bajo el Gobierno de Draghi. En julio de 2022 renunció a su cargo para unirse al partido Forza Italia.

### Otras actividades
Ha publicado dos autobiografías, A viso scoperto (2006) y Io Valentina Vezzali (2012). Entre 2016 y 2020 formó parte del Consejo Federal de la Federación Italiana de Esgrima. Además, en 2009 participó en la quinta edición de la versión italiana del concurso de televisión Bailando con las Estrellas, emitido por la cadena RAI.

## Palmarés internacional
| Juegos Olímpicos   | Juegos Olímpicos            | Juegos Olímpicos  | Juegos Olímpicos    |
| Año                | Lugar                       | Medalla           | Prueba              |
| ------------------ | --------------------------- | ----------------- | ------------------- |
| 1996               | Atlanta (Estados Unidos)    | Medalla de oro    | Florete por equipos |
| 1996               | Atlanta (Estados Unidos)    | Medalla de plata  | Florete individual  |
| 2000               | Sídney (Australia)          | Medalla de oro    | Florete individual  |
| 2000               | Sídney (Australia)          | Medalla de oro    | Florete por equipos |
| 2004               | Atenas (Grecia)             | Medalla de oro    | Florete individual  |
| 2008               | Pekín (China)               | Medalla de oro    | Florete individual  |
| 2008               | Pekín (China)               | Medalla de bronce | Florete por equipos |
| 2012               | Londres (Reino Unido)       | Medalla de oro    | Florete por equipos |
| 2012               | Londres (Reino Unido)       | Medalla de bronce | Florete individual  |
| Campeonato Mundial |                             |                   |                     |
| Año                | Lugar                       | Medalla           | Prueba              |
| 1994               | Atenas (Grecia)             | Medalla de plata  | Florete individual  |
| 1994               | Atenas (Grecia)             | Medalla de plata  | Florete por equipos |
| 1995               | La Haya (Países Bajos)      | Medalla de oro    | Florete por equipos |
| 1995               | La Haya (Países Bajos)      | Medalla de bronce | Florete individual  |
| 1997               | Ciudad del Cabo (Sudáfrica) | Medalla de oro    | Florete por equipos |
| 1998               | La Chaux-de-Fonds (Suiza)   | Medalla de oro    | Florete por equipos |
| 1998               | La Chaux-de-Fonds (Suiza)   | Medalla de bronce | Florete individual  |
| 1999               | Seúl (Corea del Sur)        | Medalla de oro    | Florete individual  |
| 2001               | Nimes (Francia)             | Medalla de oro    | Florete individual  |
| 2001               | Nimes (Francia)             | Medalla de oro    | Florete por equipos |
| 2003               | La Habana (Cuba)            | Medalla de oro    | Florete individual  |
| 2004               | Nueva York (Estados Unidos) | Medalla de oro    | Florete por equipos |
| 2005               | Leipzig (Alemania)          | Medalla de oro    | Florete individual  |
| 2006               | Turín (Italia)              | Medalla de plata  | Florete individual  |
| 2006               | Turín (Italia)              | Medalla de plata  | Florete por equipos |
| 2007               | San Petersburgo (Rusia)     | Medalla de oro    | Florete individual  |
| 2009               | Antalya (Turquía)           | Medalla de oro    | Florete por equipos |
| 2010               | París (Francia)             | Medalla de oro    | Florete por equipos |
| 2010               | París (Francia)             | Medalla de bronce | Florete individual  |
| 2011               | Catania (Italia)            | Medalla de oro    | Florete individual  |
| 2011               | Catania (Italia)            | Medalla de plata  | Florete por equipos |
| 2013               | Budapest (Hungría)          | Medalla de oro    | Florete por equipos |
| 2014               | Kazán (Rusia)               | Medalla de oro    | Florete por equipos |
| 2014               | Kazán (Rusia)               | Medalla de bronce | Florete individual  |
| 2015               | Moscú (Rusia)               | Medalla de oro    | Florete por equipos |
| 2016               | Río de Janeiro (Brasil)     | Medalla de plata  | Florete por equipos |
| Campeonato Europeo |                             |                   |                     |
| Año                | Lugar                       | Medalla           | Prueba              |
| 1993               | Linz (Austria)              | Medalla de bronce | Florete individual  |
| 1998               | Plovdiv (Bulgaria)          | Medalla de oro    | Florete individual  |
| 1998               | Plovdiv (Bulgaria)          | Medalla de bronce | Florete por equipos |
| 1999               | Bolzano (Italia)            | Medalla de oro    | Florete individual  |
| 1999               | Bolzano (Italia)            | Medalla de oro    | Florete por equipos |
| 2001               | Coblenza (Alemania)         | Medalla de oro    | Florete individual  |
| 2001               | Coblenza (Alemania)         | Medalla de oro    | Florete por equipos |
| 2003               | Bourges (Francia)           | Medalla de plata  | Florete individual  |
| 2003               | Bourges (Francia)           | Medalla de plata  | Florete por equipos |
| 2007               | Gante (Bélgica)             | Medalla de plata  | Florete individual  |
| 2007               | Gante (Bélgica)             | Medalla de bronce | Florete por equipos |
| 2009               | Plovdiv (Bulgaria)          | Medalla de oro    | Florete individual  |
| 2009               | Plovdiv (Bulgaria)          | Medalla de oro    | Florete por equipos |
| 2010               | Leipzig (Alemania)          | Medalla de oro    | Florete individual  |
| 2010               | Leipzig (Alemania)          | Medalla de oro    | Florete por equipos |
| 2011               | Sheffield (Reino Unido)     | Medalla de oro    | Florete por equipos |
| 2011               | Sheffield (Reino Unido)     | Medalla de plata  | Florete individual  |
| 2012               | Legnano (Italia)            | Medalla de oro    | Florete por equipos |
| 2014               | Estrasburgo (Francia)       | Medalla de oro    | Florete por equipos |
| 2014               | Estrasburgo (Francia)       | Medalla de bronce | Florete individual  |
| 2015               | Montreux (Suiza)            | Medalla de oro    | Florete por equipos |